# Sergej Polunin
Sergej Vladimirovič Polunin (ukrajinsky Сергій Володи́мирович Полу́нін, rusky Серге́й Влади́мирович Полу́нин; * 20. listopadu 1989, Cherson) je ruský[zdroj?] baletní tanečník ukrajinského původu a filmový herec známý vedle svého tanečního umění také svými kontroverzemi.

## Život a kariéra
Jako dítě se věnoval gymnastice, v 8 letech byl přijat na Státní choreografickou školu v Kyjevě, kterou zakončil diplomem tanečníka. Ve 13 letech pokračoval na Královské baletní škole v Londýně. Po studiích získal angažmá v londýnském Královském baletu. V roce 2010 se stal jeho nejmladším sólistou v historii. Po dvou letech angažmá opustil s odůvodněním „umělec ve mně umíral“ a vydal se na mezinárodní dráhu hostujícího sólisty. Poprvé se rozhodl skončit s baletem v dubnu 2013, kdy opustil společně s Igorem Zelenským před premiérou inscenaci Schaufussova Půlnočního expresu v londýnském Coliseu. Oficiálně vydanou tiskovou zprávu doprovázela zákulisní informace, že umělci odmítli provozovat scénu, ve které měl Polunin podle choreografie simulovat orální sex se Zelenským.
Poluninovo rozhodnutí přestat tančit odvrátil začátek jeho spolupráce s americkým fotografem a režisérem Davidem LaChapellem. Ten s ním v roce 2014 vytvořil klip Take Me to Church, který se stal světovou senzací. Z původního Projectu Polunin postupně vytvořil nadaci, která má sdružovat a podporovat talentované a inovativní světové tanečníky a choreografy. Polunin dále vystupuje ve vlastních projektech.

## Film
Díky mediální popularitě a klipu Davida LaChapelle projevila o Polunina zájem i filmová industrie. Kromě autobiografického dokumentu Dancer (2016) se objevil ve filmech Vražda v Orient Expresu (2017, režie Kenneth Brahangh), Rudá volavka (2018, režie Francis Lawrence) a Bílá vrána (2018, režie Ralph Fiennes).

## Kontroverze
Polunin je považován za enfant terrible, Jamese Deana baletu nebo „nového Nurejeva“. Jeho subversivní chování se údajně datuje traumatem z rozvodu rodičů, když mu bylo 15 let. Začal pít, vynechával baletní lekce nebo vystupoval pod vlivem kokainu. Navzdory ukrajinskému původu se cítí Rusem,[zdroj?] na své 29. narozeniny zveřejnil na Instagramu vytetovanou podobiznu Vladimira Putina na své hrudi. O 10 dní později obdržel ruské občanství. „Jsem rád, že jsem stal Rusem, abych se mohl postavit proti zlu a bezskrupulózním revolucionářům, kteří osnují válku na Ukrajině a v Gruzii a v mnoha dalších zemích“, uvedl na svém Instagramu 30. listopadu 2018.
Na konci roku 2018 byl Polunin pozván, aby nastudoval v pařížské opeře roli Prince v Labutím jezeru. Z inscenace byl však odstraněn na základě opakovaných vyjádření na Instagramu, aby tanečníci zmužněli. Polunin 29. prosince 2018 uvedl: „Všem tanečníkům, kteří se věnují baletu: Pochlapte se, na jevišti už s vámi jedna baletka je. Muž by měl být mužem a žena ženou. Mužská a ženská energie spolu tvoří rovnováhu. Proto máte koule. Stejné je to i mimo balet. Ženy se pokouší převzít mužskou roli, protože je pořádně nešu**te a jste slaboši. Muži jsou Vlci, muži jsou Lvi, muži jsou vůdci rodiny, o kterou se máte starat…“ Média v jeho vyjádřeních spatřovala homofobii, což vyloučil. Dne 11. ledna 2019 napsal: „Plácněte tlusťocha, když ho potkáte. Pomůže mu to a přiměje ho, aby trochu shodil. Nerespektuji lenost.“
Veřejné diskuse probudily i Poluninovy politické komentáře (24. prosince 2018): „Podporuji prezidenta Trumpa, protože tento svět dělá bezpečnějším. Respektuji Vás a díky, že říkáte pravdu o médiích, které šíří pravdu. Lidé mají opravdu vymyté mozky.“

## Polunin v České republice
Polunin vystoupil ve 1. května 2017 ve dvou choreografiích Silent Echo a Take Me to Church v pražském Národním divadle při prezentaci životopisného filmu Dancer. Na Poluninově úspěšném tanečním projektu Rasputin (2019) spolupracoval jako scéngraf Otto Bubeníček. Polunin zatančil v dubnu 2019 celkem pětkrát ve Fóru Karlín své představení Satori.